# سكلوب بوهيمي
سكلوب بوهيمي (الاسم العلمي: Cyclops bohemicus) هو نوع من المفصليات يتبع جنس السكلوب من الفصيلة السكلوبية.